# Alina Schynkarenko
Alina Witalijiwna Schynkarenko (ukrainisch Аліна Віталіївна Шинкаренко; * 14. November 1998 in Donezk) ist eine ehemalige ukrainische Synchronschwimmerin.

## Erfolge
Alina Schynkarenko gewann 2015 bei den Europaspielen in Baku ihre ersten internationalen Medaillen. In der Mannschaftskonkurrenz und in der freien Kombination gewann Schynkarenko jeweils eine Bronzemedaille. Beide Male musste sich die ukrainische Mannschaft den Russinnen und der Mannschaft aus Spanien geschlagen geben. Die Weltmeisterschaften 2017 in Budapest waren Schynkarenkos nächster erfolgreicher Wettbewerb. Sie gewann ihre erste Silbermedaille mit der Mannschaft in der Kombination. Ein Jahr darauf gelangen ihr bei den Europameisterschaften in Glasgow gleich drei Medaillengewinne. So sicherte sie sich mit der Mannschaft im technischen und im freien Programm jeweils die Silbermedaille, während sie in der Kombination mit der ukrainischen Équipe Europameisterin wurde.
Der nächste Titelgewinn folgte bei den Weltmeisterschaften 2019 in Gwangju. Im sogenannten Highlight-Wettbewerb setzten sich die Ukrainerinnen um Schynkarenko gegen die Mannschaften Italiens und Spaniens durch, womit Schynkarenko erstmals Weltmeisterin wurde. In der Kombination erreichte sie dagegen ebenso wie im technischen und auch im freien Programm mit der Mannschaft den dritten Platz hinter Russland und China und erhielt Bronze. Bei den auf Mai 2021 verschobenen Europameisterschaften 2020 gewann Schynkarenko mit der ukrainischen Mannschaft erneut den Highlight-Wettbewerb, wobei mit den zweitplatzierten Belarussinnen und den drittplatzierten Ungarinnen nur zwei weitere Mannschaften in dem erstmals ausgetragenen Wettbewerb teilnahmen. Zwei weitere Goldmedaillen folgten in der Kombination und im freien Programm des Mannschaftswettbewerbs. Nur im technischen Programm musste sich Schynkarenko mit der ukrainischen Mannschaft den Russinnen geschlagen geben und gewann als Zweite die Silbermedaille. Auch bei den ebenfalls 2021 ausgetragenen Olympischen Spielen 2020 in Tokio gehörte Schynkarenko zum ukrainischen Aufgebot in der Mannschaftskonkurrenz. Mit 94,2685 Punkten im technischen Teil und 96,0333 Punkten in der Kür erzielten die Ukrainerinnen jeweils das drittbeste Resultat aller startenden Mannschaften und schlossen mit 190,3018 Gesamtpunkten den Wettbewerb schließlich hinter den Olympiasiegerinnen aus Russland mit 196,0979 Punkten und der zweitplatzierten chinesischen Mannschaft mit 193,5310 Punkten auch als Dritte ab. Neben Schynkarenko gewannen Marta Fjedina, Anastassija Sawtschuk, Maryna Aleksijiwa, Wladyslawa Aleksijiwa, Kateryna Resnik, Ksenija Sydorenko und Jelysaweta Jachno somit eine olympische Bronzemedaille.
Für ihren Medaillenerfolg bei den Olympischen Spielen 2020 erhielten Schynkarenko und ihre Mannschaftskameradinnen im August 2021 den Orden der Fürstin Olga der 3. Klasse. Zwei Monate später verkündete sie ihr Karriereende.